# 晴空萬里天神商店街
《晴空萬里天神商店街》是兒玉樹於角川書店旗下之《月刊少年Ace》連載的漫畫，繁體中文版由台灣角川代理，全5卷。

## 概要
因為考試結果不理想，而返回睽違六年之故鄉 - 日之丸鎮天神商店街 - 的主角幸村天志，卻因為抽籤抽中而忽然被任命為新任的鎮內互助會會長，就這樣，為了守護鎮上的和平，天志展開了全新的生活。

## 登場角色

### 主要角色
幸村天志
本作主角，18歲，商店街蛋糕店「風鈴草」的獨生子，過去為了求學而遠赴外地，最後因為大學考試失利而返回故鄉，卻在回到鎮上的當天晚上意外接任鎮內互助會會長的職務，從此開始了他的「打雜生活」（本人自稱）。
眼神看起來很凶惡，嘴巴也很毒，實際上則頗具責任感，本性其實也很溫柔，因而受到天神商店街居民的仰慕。
生日為12/24，正好是蛋糕店一年當中最忙碌的一天，所以過去從來沒慶祝過生日，本人因此而十分討厭聖誕節。
天井御菓子
本作女主角，16歲，商店街甜品店「天井屋」的獨生女，母親已經過世，國中畢業後放棄升學，選擇在自家工作。
與天志是青梅竹馬和鄰居的關係，因此常有從二樓窗戶爬進天志房間的橋段，兩人雖然互有好感，但是男方木頭人女方天然呆，所以雙方的關係進展頗為緩慢。
北原冬子
原始設定上的女主角，16歲，商店街蕎麥麵店「喜多風」的獨生女，和御菓子一樣是天志的青梅竹馬，是個充滿活力的元氣少女，並且具有極為強烈的商人之魂，能以心算算出兩個六位數之間的各種計算，而且極會算帳，嗜好之一為收藏招財貓。
由於老是碰到怪男人（包括草輔在內），因而自認沒什麼男人運。
湖宮賴子
20歲，商店街藥店「湖宮」的店花，天志、御果子與冬子三人的青梅竹馬，地位如同三人的大姊。天志在幼年時常被她逆向性騷擾以及強迫進行藥物實驗，因此在某方面上對她頗為忌憚。
對藥品開發具有相當的狂熱，初登場前甚至曾經去中國內陸採集某些「必須躲避海關檢查」的藥物，作品中亦曾經開發出爆笑噴劑、年齡變化藥品、危險的營養補品等等藥物。
真名井草輔
原始設定上的主角，20歲（但外表看起來年輕一點），商店街書畫古董店「真名井」的店員，前任互助會會長草十朗的孫子，天生具有和付喪神對話的能力，也因此受到外人異樣眼光看待，最後在五年前搬到天神商店街與祖父同住，原本以為在商店街會持續被當成怪人看待，但實際上卻完全出乎其意料之外。
對住在自家對面的冬子具有強烈的好感，因而常常對她展開過於熱烈的「追求」然後遭到修理。

### 其他角色
幸村巖
蛋糕店「風鈴草」的店長，天志的父親，臉看起來有些可怕，但卻是個相當重視「營業用笑容」的商人，平日與天志之間常會因為各種事件而引發爭執或是直接動手打架。
深愛著自己的妻子，甚至用妻子名字當成自家店名（風鈴草又稱鈴蘭花）。
幸村鈴花
原名大友鈴花，蛋糕店「風鈴草」的店員，天志的母親，在父子吵架甚至打架時會以專用的桿麵棍強制介入。
與天志的父親是青梅竹馬的關係，雖然年過40但兩人之間的感情仍然好到會在自己兒子面前打情罵俏的程度。
天井金平
原名東野金平，原本是天井屋的學徒，與和菓子結婚後改為現在的姓氏，現在是甜品店「天井屋」的店長，御菓子的父親，講話語氣與平常的眼神和天志有幾分相似。
天井和菓子
御菓子的母親，巖與鈴花的青梅竹馬，自幼體弱多病，於御果子年幼時因病去世。
真名井草十朗
前任互助會會長，在任期間長達50年。書畫古董店「真名井」的店長，目前將生意交給孫子草輔負責，自己則在卸任會長一職後前去環遊世界。
根賀定文
商店街書店「根賀」的店員，身體十分虛弱，有著被揍一拳或踹一腳後靈魂就能脫離身體的怪異體質。平常會帶著自己的寵物黑貓「修瓦路西」與烏鴉「諾瓦爾」。
對賴子頗有好感，故事中有著因為聽到「賴子有私生女」的玩笑話而吐血身亡的橋段。
綠庭志乃
商店街花店「Garden」店長的女兒，父親是旅居世界各地的植物學家，小學一年級，養了一隻叫做「占地菇」的小貓。對天志的評價是「表情很可怕但其實很溫柔的會長大哥哥」。
故事中曾經因為某個事故而暫時變成高中女生般的模樣，甚至還因此而正中某人的喜好。
星青野
商店街蔬菜店「八百星」的店長，喜好祭典的男子，雖然常常在故事中出現但卻沒有專屬的劇情。
鳥野美鄉
商店街「鳥野鐘錶店」的店主，天志的鄰居，神秘的女性，家裡棲息著長尾雞模樣的「時神」。

### 商店街以外角色
高津原五十鈴
日本屈指可數的大財閥高津原財團的獨生女，為了對天志「復仇」而採取許多手段，然而在旁人眼中看起來卻幾乎全是人畜無害的行為。本性善良，只是不懂人情世故，很容易被怒氣衝昏頭，愛鑽牛角尖，單純又任性且不坦率（以上為八雲的說法）。
實際上是天志在大學考試當天救過的少女，連帶造成天志來不及去考試而落榜，這件事讓身為當事人的她首次體會到罪惡感，但是因為罪惡感造成的心痛卻錯誤解讀成是天志的緣故所導致，因此決定向天志復仇。
八雲
高津原家的女僕，五十鈴最要好的朋友，也是最瞭解這位大小姐的人。由於一直代替五十鈴承受瘟神給予高津原家的災厄，因此運氣非常非常地差，除了曾經被雷打到12次以外，還常常發生打破盤子、櫃子倒塌、被車衝撞、獵槍走火等等意外，在第12次被雷打到之前還發生弄丟錢包、迷路、忽然下大雨差點被河水沖走等等倒楣事件。
錫木 and 佐東
五十鈴的兩位保鑣，在五十鈴進行所謂「復仇」行動時在旁提供許多協助，但兩人其實均為個性善良的正常人士。
和八雲一樣瞭解五十鈴對天志真正的心情，因此曾經在八雲的提議下慫恿五十鈴送情人節巧克力給天志。
高津原勳
五十鈴的祖父，草十朗的舊識，已去世。
50年前從天神商店街帶走福神（現在的瘟神）後，便長時間以神器的力量將福神強行留在身邊，雖然草十朗多次想將福神帶回去，但每次都被趕回來，由於福神遭到其相當殘酷的對待，最後造成福神因為恨意而轉化為瘟神。
當年用來拘束福神的神器目前戴在八雲的脖子上，外型類似項圈之類的模樣。
大河原崇山
知名美食評論家，具有比一般人還強的「言靈」能力，由於某些緣故而故意在報紙的專欄上頭惡意批評蕎麥麵店「喜多風」，造成該店一段時間內沒有半名客人上門，但是後來御菓子的「祝詞」（正面的言靈）反彈了他的「咒詞」（負面的言靈），最後導致他的美食評論專欄被迫結束。

### 神明
阿福
福神，類似短髮小女孩的模樣，天志接任會長後最早接觸的神明，地位有如互助會會長的經紀人，戴上會長徽章後便能見到原本的模樣，若以人偶大小的模樣現身則一般人也能看得到。
真實身份是由原本福神的力量碎片所變化成的神明，因此本身沒有多大的神力。
疾風
風神，類似小龍般的模樣，一開始便對天志頗具好感，曾經為了鼓舞沒精神的天志而故意去掀御菓子的裙子。
燄
火神，類似少年的模樣，個性急躁耐不住性子，但是為人十分重情重義。
水無瀨
水神，類似閉眼女性的模樣，外表看起來很冷淡但個性溫和。
真結
結緣神，類似年輕女孩子的模樣，曾經受過草輔幫助，為了報恩而將草輔與冬子之間的緣份「纏繞、扭轉、打死結」。
力量僅限於結緣而無法改變心意，因此只能讓兩人之間有緣份，但會怎麼演變則看雙方的心意。
閑古鳥
冬子家的蕎麥麵店因為評論之故而沒有客人上門時，出現在冬子家屋頂上的巨大肥鳥。
「閑古鳥啼叫」即為「門可羅雀」之意。
聖保羅
由小丑人偶經過長年歲月而生成的付喪神，具有讓持有者周遭的人不幸之力量，結果則會造成持有者獲利。
對阿福一見鍾情，但初次見面時便因為直接擁抱對方而吃了一記上勾拳。
時神
棲身在天志家隔壁鐘錶店地下室的神明，類似長尾雞的模樣，曾經一度讓天志前往25年前的世界。
海神
天志等人在無人海邊所遇上的神明，因為神力泉源枯竭的關係所以看起來像個肥胖歐吉桑，偶爾還會現身客串海之家的店主。
瘟神
附身在高津原家女僕八雲身上的神明，類似黑白色系的長髮女性，原本降下災厄的目標是高津原家，但是由八雲的祖父挺身代替高津原家承受災厄，八雲則是繼承這個任務的第三代。
真實身份為天神商店街原本的福神，疑似因為受到高津原家的殘酷對待而轉變為瘟神。

## 單行本
| 集數 | 角川書店       | 角川書店               | 台灣角川      | 台灣角川               |
| 集數 | 發售日期       | ISBN                   | 發售日期      | ISBN                   |
| ---- | -------------- | ---------------------- | ------------- | ---------------------- |
| 1    | 2007年11月26日 | ISBN 978-4-04-713991-6 | 2009年12月1日 | ISBN 978-986-237-386-6 |
| 2    | 2008年7月26日  | ISBN 978-4-04-715080-5 | 2010年2月22日 | ISBN 978-986-237-534-1 |
| 3    | 2009年2月26日  | ISBN 978-4-04-715174-1 | 2010年5月29日 | ISBN 978-986-237-677-5 |
| 4    | 2009年10月25日 | ISBN 978-4-04-715305-9 | 2011年1月25日 | ISBN 978-986-287-040-2 |
| 5    | 2010年10月26日 | ISBN 978-4-04-715543-5 | 2011年3月15日 | ISBN 978-986-287-087-7 |

## 外部連結
- （日語） 月刊少年エース
- （日語） 角川書店　てるてる天神通り （页面存档备份，存于）
- （繁體中文） 台灣角川　晴空萬里天神商店街 （页面存档备份，存于）